# Мумія (фільм, 1999)
«Мумія» (англ. The Mummy) — американський фентезійний пригодницький бойовик 1999 року сценариста і режисера Стівена Соммерса. Головні ролі виконували Брендан Фрейзер, Рейчел Вайс, Джон Ханна, Кевін Дж. О'Коннор, Арнольд Вослу. У фільмі присутній діалог на давньоєгипетській мові, якою розмовляли за допомогою професійного єгиптолога. Це вільний ремейк однойменного фільму 1932 року, в якому тоді знімався Борис Карлоф у головній ролі. Спочатку був призначений на роль частини серії малобюджетних жахів, фільм у кінцевому підсумку перетворився в пригодницький блокбастер.
Зйомки почалися в Марракеші, Марокко, 4 травня 1998 року і тривали сімнадцять тижнів; екіпажу довелося пережити зневоднення, піщані бурі і змій під час зйомок у Сахарі. Візуальні ефекти були надані Industrial Light & Magic, які змішали кінозйомки та комп'ютерну графіку для створення образу титульної мумії.
Фільм «Мумія» стартував 7 травня 1999 року, зібрав $43 млн в 3210 кінотеатрах США і понад $ 416 млн по всьому світу. Касовий успіх привів до сиквелу «Мумія повертається», однойменного мультсеріалу, а також до фільму спін-оффу «Цар скорпіонів». Сім років по тому, 1 серпня 2008 року, світ побачила третя частина франшизи — «Мумія: Гробниця імператора-дракона».

## Сюжет
Дія фільму починається в Стародавньому Єгипті, в XIII столітті до н. е. Верховний жрець фараона Сеті I Імхотеп закохується в Анк-су-намун, його наложницю. Коли правитель Єгипту стає свідком зради, Імхотеп і Анк-су-намун зрадницьки вбивають його. Через варту фараона Анк-су-намун вбиває себе, просячи Імхотепа, якого забирають жерці, воскресити її. Після похорону Імхотеп викрадає її тіло і разом зі своїми вірними жерцями направляється до Хамунаптри, міста мертвих, де вони проводять церемонію воскресіння. Але варта фараона вистежила жерця і втручається в критичний момент ритуалу. Душа Анк-су-намун знову повертається в Потойбіччя.
Як покарання за це блюзнірство жерців Імхотепа бальзамують живцем, а самого верховного жерця засуджують до прокляття «хом дай» — вартові відрізають йому язик і ховають живцем, підкинувши в саркофаг хижих скарабеїв. Прокляття полягає в тому, що нещасний при цьому стає безсмертним і змушений переживати агонію своїх ран віки вічні. Його ховають в найсуворішій таємниці, у саркофагу під статуєю єгипетського божества Анубіса. За ним пильно стежать племена меджаїв, нащадки варти фараона, бо якщо Імхотепа хто-небудь випустить на волю, то сила цієї безсмертної істоти дозволить йому напустити на Землю хвилю руйнування і смерті.
Через три тисячоліття, в 1923 році, американець на ім'я Рік О'Коннелл служить у званні капітана в загоні Французького Іноземного легіону, який прибув до Хамунаптри в пошуках скарбу, який, за легендою, знаходиться в місті. Коли вони досягають цього легендарного місця, на них нападає військо кочівників. Командир легіону залишає своїх солдатів, і Рік змушений стати на чолі загону. Сили нерівні, кочівники перемагають і Рік відступає в місто. Оточений ворогом, О'Коннелл готується до смерті, але кочівники раптово тікають. Спантеличений Рік раптом чує безтілесний голос і бачить, як пісок навколо нього починає здійматися. Тікаючи, він не бачить, як у піску з'являється обличчя, спотворене агонією. Залишаючись на самоті у пустелі, Рік помічає, що за битвою стежила група меджаїв, нащадків варти фараона. Однак, вони не чіпають його і один з них каже, що «його вб'є пустеля».
Через три роки, каїрський бібліотекар на ім'я Евелін «Іві» Карнахан отримує від свого брата Джонатана скриньку, прикрашену ієрогліфами, в якій вона виявляє карту. За словами Джонатана, він знайшов шкатулку в Фівах. Дізнавшись, що карта вказує шлях до Хамунаптри, Джонатан зізнається, що вкрав її у Ріка, який сидить у в'язниці, чекаючи страти. При цьому керівник бібліотеки випадково спалює частину карти, і радить Іві і Джонатану не шукати Хамунаптру. Зв'язавшись з Ріком, який у цей час сидить у тюрмі, Евелін домовляється з ним, що він розкриє їй місцезнаходження Хамунаптри в обмін на порятунок з ешафота. Рік тримає своє слово і веде експедицію до Хамунаптри на кораблі, де вони зустрічають американську групу мисливців за скарбами під проводом відомого єгиптолога, доктора Аллена Чемберлена, яку веде Бені Габор, боягузливий колишній легіонер із загону Ріка, який втік під час битви з кочівниками. Іві каже Ріку що вона хоче знайти у Хамунаптрі книгу Амун-Ра. А Рік під час підготування зброї сказав, що у місті заховано зло, і за словами бедуїнів та туарегів Хамунаптра проклята.
Вночі на корабель нападають меджаї. Один з них вимагає від Іві мапу і якийсь ключ. Рік рятує Евелін, а на кораблі починається бійня. Обидві групи покидають корабель і кожна йде своїм шляхом. Група Ріка купує на базарі верблюдів, новий одяг і вирушає в дорогу. На шляху в Хамунаптру Рік помічає групу меджаїв, і той самий меджай каже про Ріка (якого він бачив у Хамунаптрі три роки тому), що той сильний. На світанку обидві групи досягають міста і влаштовують біг наввипередки до нього. Евелін прибуває першою. Вони спускаються до міста і приходять до статуї Анубіса. Туди ж приходить група американців, яка заявляє про свої права на розкопки. Рік, Евелін та Джонатан вирушають в інше місце під статуєю. Тим часом тюремник, який з самого початку подорожі був з групою, відділяється від них і знаходить камінці у вигляді скарабеїв, які починає збирати. Один з американців, Гендерсон, хоче відкрити потаємну камеру у статуї Анубіса, але Чемберлен його попереджає про можливу пастку і наказує відкрити її копачам. Ті відкривають і пастка спрацьовує, розчиняючи декількох соляною кислотою. Тим часом Рік, Евелін і Джонатан під статуєю Анубіса випадково знаходять саркофаг Імхотепа. А тюремник випадково кидає на землю один камінець, з якого вилуплюється скарабей, який заповзає усередину тюремника і той починає кликати на допомогу. Евелін знаходить у саркофазі отвір, і Рік виявляє, що це замок. Іві розуміє, що саме скринька є ключем до цього замку, який вимагав у неї меджай. Вони чують лемент тюремника і біжать до нього, але він помирає, вдарившись об стіну. Вночі на табір нападають меджаї, які вимагають щоб шукачі скарбів забралися з міста. На наступний ранок американці виявляють у ляді статуї Анубіса скриню. Доктор Чемберлен каже, що на скрині лежить прокляття: якщо повернеться до життя проклятий, він уб'є всіх, хто відкриє скриню і забере собі їх життєві сили щоб відновитися. Бені тікає, спираючись на прокляття. Американці Гендерсон, Чемберлен, Деніелс і Бернс відмикають скриню. Рік і Джонатан відкривають саркофаг з Імхотепом, але там вони бачать не мумію, а скелет, що розкладається. У відкритій скрині американці знаходять Книгу Мертвих і канопи з органами Анк-су-намун. Кожен бере собі по канопі.
Вночі Евелін викрадає Книгу мертвих з намету американців, читає одну з сторінок вголос і сама про це не знаючи, повертає до життя Імхотепа. На групу нападає рій сарани і вони змушені відступити вглиб міста. Всередині міста Бернс відділяється від групи і його знаходить мумія та згодом, вириває американцю язик та очі. Коли вона зустрічається з Іві, то називає її Анк-су-намун. Рік, Джонатан, Іві та американці тікають від мумії, і натрапляють на меджаїв, які розкривають, що саме через похованого Імхотепа вони вимагали покинути місто. Рік, Іві та американці покидають Хамунаптру. Бені переживає зустріч з Імхотепом, вимовивши молитви на івриті. Оскільки євреї в Стародавньому Єгипті були рабами, Імхотеп робить його особистим слугою, обіцяючи винагороду. Новоспечений слуга допомагає мумії знайти американців і вкрадені канопи в Каїрі. Рік спочатку хоче поїхати, незважаючи на великі протести Евелін, але у барі раптово уся рідина перетворюється на кров, а з неба починається вогняний дощ. Рік розуміє, що мумія поруч. Імхотеп тим часом вбиває Бернса і частково відновлюється. Він намагається поцілувати Евелін, але лякається кота і тікає. Компанія направляється до музею і зустрічають голову меджаїв Ардета Бея і керівника бібліотеки, який теж був меджаєм. Вони розповідають історію Імхотепа і припускають, що той хоче воскресити Анк-су-Намун і обрав собі жертву для ритуалу - Евелін. Тим часом, стається затемнення, що вказує на зростання сили Імхотепа. Евелін замикають у кімнаті у форті, а Гендерсон та Деніелс лишаються її стерегти. Рік і Джонатан відправляються шукати єгиптолога, який намагається утекти з Каїру, не знаючи, що на нього полює Імхотеп. У його кабінеті Рік та Джонатан знаходять Бені і Рік його допитує. Той каже, що мумії потрібна Книга мертвих та Евелін. Раптом ззовні вони чують крик і Бені тікає. Визирнувши на вулицю, Рік і Джонатан бачать Імхотепа який вбив єгиптолога, забрав Книгу Мертвих з канопою, та набув більш людського вигляду. Він вивергає з рота рій псячих мух та йде. У форті, Деніелс йде з кімнати і Гендерсон лишається сам. Імхотеп проникає у форт і забирає життєві сили Гендерсона. У спальні він знову намагається поцілувати Іві, але Рік відлякує його котом. Евелін усвідомлює, що, раз Книга мертвих дала Імхотепу життя, Книга Амун-Ра зможе його відібрати. Тим часом, музей атакують сотні людей, поневолених Імхотепом. З'ясовується, що місце розташування книг було переплутано. Евелін робить висновок, що раз Книга мертвих була виявлена під статуєю бога царства мертвих Анубіса, то Книга Амун-Ра повинна перебувати під статуєю бога Гора. Незабаром після цього, Імхотеп, який повністю відродився, вбивши Деніелса, бере Евелін в полон, бажаючи принести її в жертву для відродження своєї улюбленої Анк-су-намун. Керівник бібліотеки жертвує собою, щоб дати іншим втекти.
Рік, Джонатан і Ардет Бей за допомогою льотчика Вінстона Гейвлока прибувають у Хамунаптру. Імхотеп викликає піщану хвилю з власним обличчям і збиває літак. Під час приземлення, компанія лишається живою, але Вінстон гине. Всередині міста, Імхотеп готується до ритуалу, а Рік, Джонатан і Ардет Бей розбирають завал. Раптом Джонатан бере скарабея, той оживає і вгризається у його плоть. Рік його витягає і пристрелює. Постріл чує Імхотеп та оживляє своїх вірних жреців, яким наказує вбити непроханих гостей. Під  час шляху до ритуальної кімнати, трійця рятівників знаходить величезну залу, повну скарбів. Несподівано, з'являються жреці Імхотепа. Ардет Бей відволікає їх, а Рік і Джонатан дістають книгу Амун-Ра. Бені тим часом починає збирати скарби. У ритуальній кімнаті Рік, озброївшись мечем починає битися з муміями, поки Імхотеп частково оживляє Анк-су-намун і йде відібрати книгу Амун-Ра у Джонатана. Той читає її обкладинку і випадково прикликає загін мумій-вартових, з якими Ріку доводиться битися (Імхотеп наказав їм вбити його). А Евелін переслідує Анк-су-намун, щоб закінчити ритуал. Джонатан за допомогою Іві дочитує заклинання до кінця і мумії перестають нападати на Ріка, попри накази Імхотепа. Джонатан наказує муміям вбити Анк-су-намун, чим рятує Іві. У гніві Імхотеп хоче вбити Джонатана, але Рік, який оговтався після запеклої битви з муміями, відволікає його на себе, поки Евелін шукає відповідне закляття. Коли вона його знаходить, то починає вголос читати, що позбавляє Імхотепа безсмертя (про що той навіть не здогадується), а Рік потім його смертельно ранить. Швидко розкладаючись, Імхотеп знову покидає наш світ, наостанок сказавши фразу, написану всередині його саркофагу — "Смерть — це лише початок".
Коли вони збираются йти, Бені ненароком активує давню пастку і стає жертвою скарабеїв. Героям вдається вибігти з Хамунаптри, яка руйнується. Вцілілий Ардет Бей дякує їм за порятунок світу від мумії. Джонатан невдоволений, адже скарбів вони не набрали, хоча Рік каже, що свій скарб він знайшов і цілує Евелін. Вони їдуть з міста на верблюдах, не знаючи, що жадібний Бені під зав'язку забив мішки на верблюдах скарбами з Хамунаптри.

## У ролях
- Брендан Фрейзер — Рік О’Коннелл, американський шукач скарбів, капітан Французького іноземного легіону
- Рейчел Вайс  — Евелін (Іві) Карнахан, каїрська бібліотекарка
- Джон Ханна  — Джонатан Карнахан, старший брат-невдаха Евелін
- Арнольд Вослу — Імхотеп, верховний жрець фараона Сеті І та Хранитель Мертвих
- Кевін О'Коннор — Бені Габор, боягузливий легіонер з легіону Ріка, який став провідником до Хамунаптри
- Одед Фер — Ардет Бей, голова племені Меджаїв
- Джонатан Гайд — доктор Аллен Чемберлен, єгиптолог американської експедиції
- Ерік Аварі  — доктор Терренс Бей, директор бібліотеки
- Омід Джалілі — Гад Хасан, начальник в'язниці, у якій тримали Ріка
- Стівен Данам — шукач скарбів Айзек Гендерсон
- Корі Джонсон — шукач скарбів Девід Деніелс
- Так Воткінс — шукач скарбів Бернард Бернс
- Патрісія Веласкес — Анк-су-намун, наложниця Сеті І
- Аарон Іпале — фараон Сеті І

## Дубляж та озвучення

### Дубляж (Телекомпанія«Новий канал», 2006)
З цим дубляжем транслювались на каналах «1+1», «2+2», «ТЕТ» та «Новий канал», а також на колишніх каналах «ТРК Україна» та «НЛО TV».
Ролі дублювали:
- Михайло Жонін — Рік О'Коннелл
- Лідія Муращенко — Евелін Карнахан
- Олесь Гімбаржевський — Ардет Бей, Айзек Гендерсон
- Олег Лепенець — Джонатан Карнахан, Девід Деніелс
- Дмитро Завадський — Бернард Бернс, тюремник Хасан
- Володимир Терещук — доктор Терренс Бей, Бені Габор
- Анатолій Зіновенко — доктор Аллен Чемберлен, Вінстон Гейвлок, помічник тюремника

### Багатоголосе закадрове озвучення (Студія«Так Треба Продакшн»на замовлення телекомпанії«ICTV», 2010)
З цим озвученням транслювались на каналах «ICTV» та «Cine+».
Ролі озвучували:
- Володимир Терещук — Рік О'Коннелл
- Олена Бліннікова — Евелін Карнахан, Анк-су-намун
- Олег Стальчук — Імхотеп, Ардет Бей, Айзек Гендерсон, Бернард Бернс, доктор Терренс Бей, доктор Аллен Чемберлен, Вінстон Гейвлок, епізоди
- Анатолій Пашнін — Джонатан Карнахан, Бені Габор, Девід Деніелс, епізоди

## Виробництво
Фонологія голосних звуків давньоєгипетської мови невідома, тобто ніхто не знає, як правильно говорити давньоєгипетською.

### Зйомки
Костюм Патрісії Веласкес, за винятком сукні та кількох ювелірних виробів, складається цілком з фарби тіла, яку накладали 4 години.
Брендан Фрейзер майже загинув під час сцени, де його персонажа вішають. Рейчел Вайс згадувала: «Він (Фрейзер) перестав дихати і мав потребу в реанімації».
Біла нічна сорочка Евелін, яку носила акторка, коли на корабель напали, перетворилася на прозору, тому що стала вологою. Цифровими методами її підмалювали в остаточній версії, щоб фільм міг зберегти свій рейтинг PG-13.
В оригінальній версії в сцені воскресіння мумії, Іві, побачивши Імхотепа, каже «Він прекрасний…». Цю сцену навіть зняли, але вирізали при фінальному монтажі.

### Алюзії
У серії «Гробниця» п'ятого сезону серіалу «Зоряна брама: SG-1» герої виявляють гоа'улда Мардука, похованого живцем у саркофазі, що дає вічне життя, разом з твариною, яка повинна постійно його їсти (а саркофаг воскрешати), тобто страченого так само, як і в «Мумії».
Евелін в розмові з Ріком згадує, що її батько був відомим археологом. Розкопками гробниці Тутанхамона у листопаді 1922 року керував Говард Картер і Джордж Герберт, граф Карнарвон. На розкопках лорда супроводжувала його дочка, Евелін Карнарвон. Прізвище Евелін було змінено творцями фільму на Карнахан, і єдиним відсиланням до сюжету про дочку проклятого лорда стало згадування Евелін про рід діяльності її батька.